# Valentin Blättler
Valentin Blättler (* 14. August 1837 in Hergiswil NW; † 7. Februar 1911 ebenda) war ein Schweizer Politiker. Von 1877 bis 1911 gehörte er als Vertreter der Liberalen dem Regierungsrat des Kantons Nidwalden an.

## Leben
Valentin Blättler wurde als Sohn des Sigristen Josef Maria Blättler und der gebürtigen Urnerin (Josefa) Magdalena Zgraggen in Hergiswil geboren. Er besuchte dort die Schule und ging danach nach Neuenburg, um Französisch zu lernen. In seiner Heimatgemeinde Hergiswil wurde er Posthalter (Leiter der Poststelle). Er arbeitete auch als Lehrer und bildete sich zum Fürsprech (Anwalt) weiter. Zudem erwarb er ein Patent als Schiffskapitän und war Schiffführer der Dampfer des Industriellen Blättler. Im Militär brachte Blättler es bis zum Rang eines Oberstleutnants und Kreiskommandanten.

## Gemeindepolitik und Politik auf kantonaler Ebene
Auf Gemeindeebene hatte Valentin Blättler zahlreiche Ämter. Er war ab 1868 Gemeinderat und ab 1874 Gemeindepräsident, Kirchenrat und dann Kirchmeier (Präsident des Kirchenrats), Schulrat und dann Präsident des Schulrats, Waisenvogt sowie Armenrat.
Von 1868 bis 1877 war Valentin Blättler Ratsherr im Landrat. Im Jahr 1868 wurde er zudem für zwei Jahre in den Wochenrat, die damalige Regierung des Kantons Nidwalden, gewählt. An der Landsgemeinde von 1877 wurde er vom Volk in den Regierungsrat gewählt. Er blieb 34 Jahre Mitglied der Nidwaldner Regierung. Zuerst von 1877 bis 1880 Baudirektor, danach bis zu seinem Tod als Militärdirektor. Bei seinem Tod war Blättler Landesstatthalter des Kantons Nidwalden. Zudem war er seit 1880 Staatsanwalt des Kantons Nidwalden. Von 1880 bis 1893 war Valentin Blättler auch noch Zeughausverwalter des Kantonalen Zeughauses. Im Oktober 1910 setzte er sich entschlossen für die Aa-Korrektion ein.

## Kandidaturen für Nationalrat und Ständerat
Fast hätte es Valentin Blättler sogar ins nationale Parlament gereicht. Die Wahl in den Ständerat verpasste Blättler an der Landsgemeinde vom 28. April 1895 mit 1177 Stimmen gegen 1178 Stimmen gegen den Amtsinhaber Jakob Wyrsch. Bei der Nationalratswahl 1896 erhielt er im 1. Wahlgang vom 25. Oktober 1896 1312 Stimmen gegenüber den 1313 Stimmen von  Karl Niederberger. Durch Leerstimmen erreichte keiner der Kandidaten das absolute Mehr von 1340 Stimmen. Im 2. Wahlgang vom 15. November 1896 erhielt Blättler 1443 Stimmen und Niederberger 1457 Stimmen bei einem absoluten Mehr von 1451 Stimmen.

## Privates und nichtpolitische Aktivitäten
Valentin Blättler heiratete am 20. Februar 1860 in Hergiswil Katharina Zibung. Aus dieser Ehe stammen neun Kinder (fünf Töchter und vier Söhne). Aufgrund seiner militärischen Ausbildung war er ein Freund der Schützen. Er war auf allen Ebenen im Vorstand der Schützengesellschaften und Präsident der Vereinigung der Schweizerischen Schützenveteranen. Zudem war Blättler Mitbegründer der Sektion Titlis des Schweizer Alpen-Clubs.

## Quelle
- Neues Stammbuch. Band XII, Blättler Hergiswil V (Steinhof), 48 (11) (Seite 59).